# Memphis (Michigan)
Memphis – miejscowość położona na granicy dwóch hrabstw, Macomb i St. Clair County w stanie Michigan w Stanach Zjednoczonych. Miasto według danych z 2010 roku liczyło około 1183 mieszkańców. Miejscowość ta, o powierzchni  3,0 km²,  została nazwana na cześć miasta w Egipcie nad Nilem (polska nazwa: Memfis) i powstała w 1835 roku.